# Gutenthal
Gutenthal ist ein Dorf und Ortsbezirk der verbandsfreien Gemeinde Morbach im Hunsrück in Rheinland-Pfalz. Er hat etwa 450 Einwohner (2019).

## Geographie
Der Ort liegt südwestlich von Morbach an der Hunsrückhöhenstraße. Zu Gutenthal gehört auch der Wohnplatz Auf der Heide. Nachbarorte sind im Nordosten Morbach selbst, sowie die Gemeindeteile Hoxel und Wolzburg im Süden, Odert im Westen und Weiperath im Nordwesten.

## Geschichte
Gutenthal wurde erstmals im Jahre 1272 urkundlich im Zusammenhang mit einer Verpfändung an den Vogt von Hunolstein erwähnt.
Das linke Rheinufer wurde 1794 im ersten Koalitionskrieg von französischen Revolutionstruppen besetzt. Von 1798 bis 1814 war Gutenthal ein Teil der Französischen Republik (bis 1804) und anschließend des Napoleonischen Kaiserreichs, zugehörig dem Saardepartement. Auf dem Wiener Kongress (1815) kam die Region an das Königreich Preußen, der Ort wurde 1816 dem Regierungsbezirk Trier, Bürgermeisterei Morbach (ab 1927 Amt Morbach, ab 1968 Verbandsgemeinde Morbach) zugeordnet.
Nach dem Ersten Weltkrieg gehörte das Gebiet zum französischen Teil der Alliierten Rheinlandbesetzung. Nach dem Zweiten Weltkrieg wurde Gutenthal innerhalb der französischen Besatzungszone Teil des damals neu gebildeten Landes Rheinland-Pfalz.
Am 31. Dezember 1974 wurde aus der bis dahin eigenständige Ortsgemeinde Gutenthal mit zu diesem Zeitpunkt 418 Einwohnern und den anderen 18 Ortsgemeinden der Verbandsgemeinde Morbach die verbandsfreie Gemeinde Morbach (Einheitsgemeinde) gebildet.

## Politik

### Ortsbezirk
Gutenthal ist gemäß Hauptsatzung einer von 19 Ortsbezirken der Gemeinde Morbach. Er wird politisch von einem Ortsbeirat und einem Ortsvorsteher vertreten.
Der Ortsbeirat von Gutenthal besteht aus sieben Mitgliedern, die bei der Kommunalwahl am 9. Juni 2024 in einer Mehrheitswahl gewählt wurden, und dem ehrenamtlichen Ortsvorsteher als Vorsitzendem.
Christian Haase wurde am 25. September 2019 Ortsvorsteher von Gutenthal. Da bei der Direktwahl am 26. Mai der einzige Bewerber keine ausreichende Mehrheit erreicht hatte, und für eine angesetzte Wiederholungswahl kein Wahlvorschlag eingereicht wurde, oblag die Neuwahl dem Ortsbeirat. Dieser entschied sich einstimmig für Haase. Bei der Direktwahl am 9. Juni 2024 wurde Christian Haase als einziger Bewerber mit einem Stimmenanteil von 72,31 % für weitere fünf Jahre in seinem Amt bestätigt.
Haases Vorgänger Lorenz Gemmel hatte das Amt von 2004 bis 2019 ausgeübt.

### Wappen

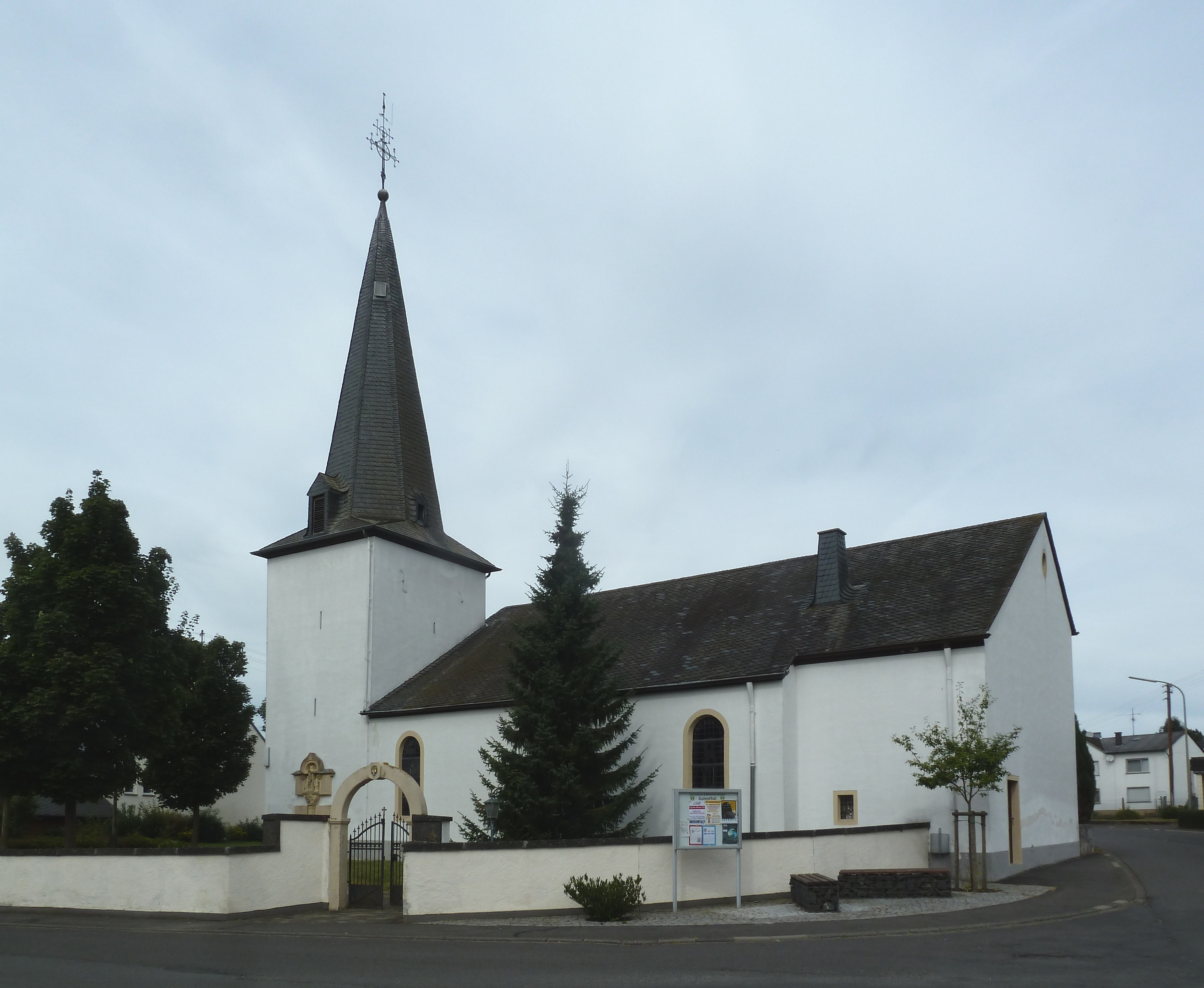
Katholische Filialkirche St. Antonius Eremita (2016)

Das Wappen des Ortes zeigt ein Antoniuskreuz mit zwei Glocken am Querbalken auf grünem Grund. Im Schildfuß wird in Silber ein Tal angedeutet. Das Antoniuskreuz und die Glocken verweisen auf den Schutzpatron Gutenthals, den Heiligen Antonius. Das stilisierte Tal greift den Ortsnamen auf.

## Sehenswürdigkeiten
Die Filialkirche des Ortes ist dem Hl. Antonius geweiht.